# Aedes gonguoensis
Aedes gonguoensis är en tvåvingeart som beskrevs av Gong Zhengda och Lu Baoling 1986. Aedes gonguoensis ingår i släktet Aedes och familjen stickmyggor. Inga underarter finns listade i Catalogue of Life.